# Naci Bostancı
Pour les articles homonymes, voir Bostancı (homonymie).
Naci Bostancı (prononcé en turc [na'ʤi bostan'ʤɯ], né le 2 août 1957 à Amasya) est un homme politique turc.
Élu député AKP de la province d'Amasya en 2011, il prend la direction de son groupe parlementaire en 2014 et est élu vice-président de la Grande Assemblée nationale de Turquie dans sa 25e législature.

## Biographie
En 2014 Naci Bostancı devient président de la commission parlementaire à l'éducation nationale, à la culture, à la jeunesse et aux sports . Il quitte ce poste le 1er septembre 2014 pour assurer la vice-présidence de son groupe parlementaire. Plus tard il devient président du groupe AKP (2018-2021).
Naci Bostancı est professeur d'université, il a enseigné les sciences politiques à l'Université Gazi. Éditorialiste au quotidien güleniste Zaman, il a écrit plusieurs ouvrages sur la politique en Turquie.